# Gorana Tešanović
Gorana Tešanović (* 13. Januar 1977) ist eine bosnische Leichtathletin, die im Diskuswurf sowie im Kugelstoßen an den Start geht.

## Sportliche Laufbahn
Erste Erfahrungen auf Wettkämpfen internationaler Ebene sammelte Gorana Tešanović im Jahr 2005, als sie bei den Balkan-Meisterschaften in Novi Pazar mit einer Weite von 42,81 m den fünften Platz im Diskuswurf belegte. 2007 erreichte sie bei den Balkan-Meisterschaften in Sofia mit 44,21 m Rang sechs, wie auch bei den Balkan-Meisterschaften 2011 in Sliwen mit 45,59 m und dort belegte sie mit 12,97 m auch den fünften Platz im Kugelstoßen. 2012 wurde sie bei den Balkan-Hallenmeisterschaften in Istanbul mit 13,40 m Vierte mit der Kugel und im Jahr darauf belegte sie bei den Balkan-Meisterschaften in Stara Sagora mit 12,51 m den siebten Platz im Kugelstoßen und erreichte mit dem Diskus mit 43,97 m Rang sechs. 2014 wurde sie bei den Balkan-Meisterschaften in Pitești mit 12,94 m bzw. 44,29 m Jeweils Siebte und 2015 vertrat sie ihr Land bei der 3. Liga der Team-Europameisterschaft, die im Zuge der Europaspiele in Baku ausgetragen wurde. Dort belegte sie mit 12,94 m den siebten Platz im Kugelstoßen und erreichte mit dem Diskus mit 44,70 m Rang sechs. Anschließend klassierte sie sich bei den Balkan-Meisterschaften in Pitești auf den Rängen sieben und zehn und im Jahr darauf wurde sie bei den Balkan-Meisterschaften ebendort mit 13,44 m Siebte mit der Kugel und belegte mit 42,27 m den siebten Platz im Diskuswurf. 2017 erreichte sie bei den Balkan-Hallenmeisterschaften in Belgrad mit 14,08 m Rang sechs im Kugelstoßen. Bei den Freiluftmeisterschaften in Novi Pazar gelang ihr im Diskusbewerb kein gültiger Versuch und mit der Kugel belegte sie mit 13,46 m den sechsten Platz. Im Jahr darauf wurde sie bei den Balkan-Meisterschaften in Stara Sagora mit 13,74 m Siebte mit der Kugel und im Diskuswurf belegte sie mit 42,02 m den achten Platz. 2019 belegte sie bei den Balkan-Meisterschaften in Prawez die Ränge acht und neun und 2020 wurde sie bei den Balkan-Hallenmeisterschaften in Istanbul mit 14,08 m Sechste. 2021 belegte sie bei den Balkan-Meisterschaften in Smederevo mit 13,22 m den sechsten Platz im Kugelstoßen und wurde mit einer Weite von 41,64 m Neunte im Diskusbewerb. Im Jahr darauf belegte sie bei den Balkan-Meisterschaften in Craiova mit 13,59 m den fünften Platz im Kugelstoßen und gelangte mit 43,31 m auf Rang elf im Diskuswurf. 2023 wurde sie bei der 3. Liga der Team-Europameisterschaft im Rahmen der Europaspiele in Chorzów mit 13,05 m Sechste im Kugelstoßen, ehe sie bei den Balkan-Meisterschaften in Kraljevo mit 12,88 m den zehnten Platz belegte und im Diskuswurf mit 40,64 m auf Rang neun gelangte.
In den Jahren von 2010 bis 2013 sowie 2015, 2022 und 2023 wurde Tešanović bosnische Meisterin im Kugelstoßen sowie 2010 und 2011, von 2013 bis 2015 sowie 2017 auch im Diskuswurf. Zudem wurde sie 2021 Hallenmeisterin im Kugelstoßen.

## Persönliche Bestleistungen
- Kugelstoßen: 14,08 m, 12. Juni 2010 in Zagreb
  - Kugelstoßen (Halle): 14,35 m, 1. Februar 2020 in Zagreb
- Diskuswurf: 47,66 m, 13. Juni 2015 in Zenica